# John Barry (nhà soạn nhạc)
John Barry Prendergast, OBE (3 tháng 11 năm 1933 - 30 tháng 1 năm 2011)  là một nhà soạn nhạc và nhạc trưởng người Anh. Ông đã sáng tác nhạc cho 11 bộ phim James Bond trong khoảng thời gian từ 1963 đến 1987, đồng thời hòa âm và thực hiện "James Bond Theme" cho bộ phim đầu tiên trong sê-ri, Dr. No. Ông đã viết các bản nhạc giành giải Grammy và Academy cho các bộ phim Dances with Wolves and Out of Africa, The Scarlet Letter, The Cotton Club, The Tamarind Seed , Mary, Queen of Scots, cũng như nhạc chủ đề cho sê ri truyền hình Anh The Persuaders!, trong sự nghiệp kéo dài hơn 50 năm. Năm 1999, ông được trao huân chương OBE cho các đóng góp trong lĩnh vực âm nhạc.
Sinh ra ở York, Barry đã dành những năm đầu làm việc trong các rạp chiếu phim thuộc sở hữu của cha mình. Trong thời gian làm nghĩa vụ quốc gia với Quân đội Anh tại Síp, Barry bắt đầu biểu diễn như một nhạc sĩ sau khi học chơi kèn. Sau khi hoàn thành nghĩa vụ quốc gia, ông đã thành lập ban nhạc của riêng mình vào năm 1957, The John Barry Seven. Sau đó, ông đã có hứng thú với việc sáng tác và hòa âm, làm début cho truyền hình vào năm 1958. Anh đến với thông báo của các nhà sản xuất bộ phim James Bond đầu tiên Dr. No, người không hài lòng với chủ đề về James Bond do Monty Norman sáng tác. Noel Rogers, người đứng đầu âm nhạc tại United Arists đã tiếp cận Barry. Điều này đã bắt đầu một sự kết hợp thành công giữa Barry và Eon Productions kéo dài trong 25 năm.
Ông đã nhận được nhiều giải thưởng cho công việc của mình, bao gồm năm giải Oscar; hai cho Born Free, và một cho The Lion in Winter (ông cũng đã giành được giải BAFTA đầu tiên cho nhạc phim hay nhất), Dances with Wolves và Out of Africa (cả hai cũng giành được giải Grammy). Anh cũng nhận được mười đề cử giải Quả cầu vàng, một lần giành giải nhạc phim xuất sắc nhất cho Out of Africa năm 1986. Barry đã hoàn thành nhạc phim cuối cùng của mình, Enigma, vào năm 2001 và thu âm album thành công Eternal Echoes cùng năm. Sau đó, ông tập trung chủ yếu vào các buổi biểu diễn trực tiếp và đồng sáng tác nhạc cho vở nhạc kịch Brighton Rock năm 2004 cùng với Don Black. Năm 2001, Barry trở thành thành viên của Viện hàn lâm, nhà soạn nhạc và tác giả người Anh, và năm 2005, anh được bầu làm thành viên của Viện hàn lâm nghệ thuật điện ảnh và truyền hình Anh. Barry đã kết hôn bốn lần và có bốn đứa con. Ông chuyển đến Hoa Kỳ vào năm 1975 và sống ở đó cho đến khi qua đời vào năm 2011.